# Atal Bihari Vajpayee
Atal Bihari Vajpayee (hindi अटल बिहारी वाजपेयी, ur. 25 grudnia 1924 w Gwalijar, zm. 16 sierpnia 2018 w Nowym Delhi) – indyjski polityk, w 1996 i w latach 1998–2004 premier Indii.
W latach 1977–1979 był ministrem spraw zagranicznych. Od 16 maja 1996 do 1 czerwca 1996 i od 19 marca 1998 do 22 maja 2004 był premierem.
Był działaczem Bharatiya Janata Party, której w latach 1980–1986 był przewodniczącym.